# Image viewer

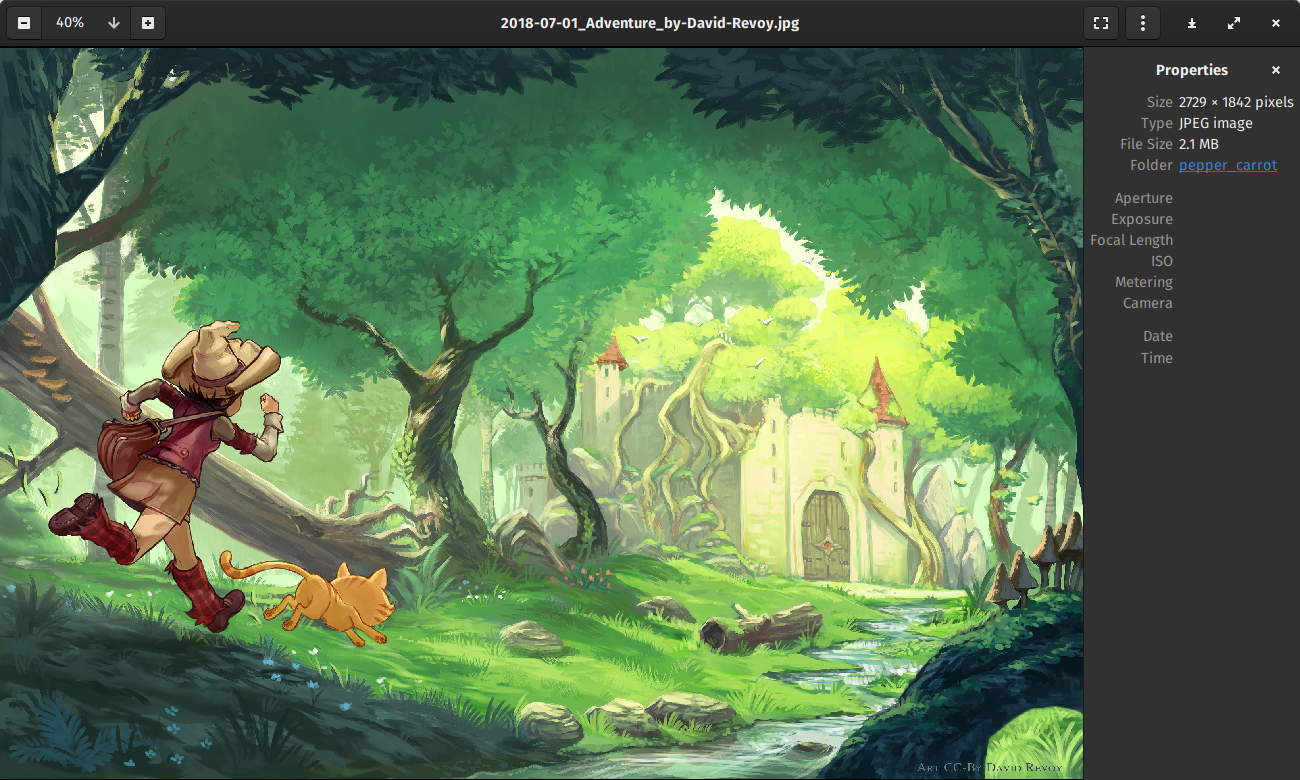
Eye of GNOME, een image viewer voor Linux

Een image viewer, afbeeldingkijker of afbeeldingweergaveprogramma is een computerprogramma voor het weergeven van afbeeldingen. Meestal ondersteunt een afbeeldingkijker meerdere bestandsformaten. Een afbeeldingkijker kan beperkte bewerkingsmogelijkheden bevatten, zoals verkleinen of draaien. Bij wat uitgebreider mogelijkheden spreekt men over een grafisch programma.

## Mogelijke functies
Functies die vaak aanwezig zijn in een afbeeldingweergaveprogramma zijn:
- Draaien van afbeeldingen
- In- en uitzoomen
- Ondersteuning voor PNG- en JPG-bestanden
- Diavoorstelling

## Image viewers
- Eye of GNOME
- Geeqie
- GPicView
- GThumb
- GQview
- Gwenview
- IrfanView
- Ristretto
- Viewnior
- XnView